# Dodge Spirit
El Dodge Spirit es un automóvil de tamaño mediano de 5 o 6 pasajeros, sedán, se presentó en enero de 1989 y producido hasta enero de 1994 como un reemplazo para el automóvil de tamaño similar, Dodge 600 y en específico al Dodge Aries. El Spirit fue la versión de Dodge de la plataforma AA de Chrysler, que a su vez era una variante alargada de la plataforma K de Chrysler. Se fabricaron en Newark, Delaware, Toluca, México y Valencia, Venezuela y compartió su diseño básico con el Plymouth Acclaim, Chrysler LeBaron sedán, y la versión de exportación del Chrysler Saratoga.

## R/T

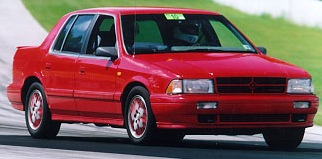
1991 Dodge Spirit R/T en el Circuito de carreras Road America

En México se vendió una versión del Spirit R/T con el motor de 2.2 y después con el 2.5 (siempre con transmisión automática de 3 velocidades).En 1991, Chrysler presentó el Spirit R/T, el modelo central era una versión con motor 2.2L con 16 válvulas DOHC con cabeza diseñada por Lotus, que ganó un concurso de ideas en el que también participaron Maserati y Hans Hermann. Alimentado por un turbocompresor Garrett auxiliado por un intercooler para enfriar el aire comprimido antes de que entre a las cámaras de combustión, este motor Turbo III produce 224 CV (167 kW) y 217 libras pies (294 N·m). El R/T también contó con un interior único y acabado exterior personalizado para así se distinguirse de otros modelos. La única transmisión disponible en el R/T era una de trabajo pesado A568 de 5 largas velocidades de transmisión manual construida por la división de engranaje New Process Chrysler (que se encuentra en Siracusa, Nueva York) con rectos, suministrado por Getrag, dicha transmisión le permitía alcanzar velocidades de 225 Km/h en el Spirit y 230 en su hermano el Phantom.